# Мазраа
Мазраа (ивр. מזרעה‎, араб. المزرعة‎) — местный совет в Северном округе Израиля.
Расположен в 2 км от побережья Средиземного моря, в 22 км к северо-востоку от города Хайфа, на высоте 16 м над уровнем моря. Площадь совета составляет 0,478 км².

## Население
По данным Центрального статистического бюро Израиля, население на начало 2020 года составляло 3 929 человек.
По данным на 2005 год 97,2 % населения составляли арабы-мусульмане.
Динамика численности населения по годам:
| 1961 | 1972 | 1983 | 1995 | 2002 | 2007 | 2010 | 2012 |
| ---- | ---- | ---- | ---- | ---- | ---- | ---- | ---- |
| 1049 | 1571 | 1890 | 2873 | 3297 | 3446 | 3449 | 3497 |